# بی‌آتش

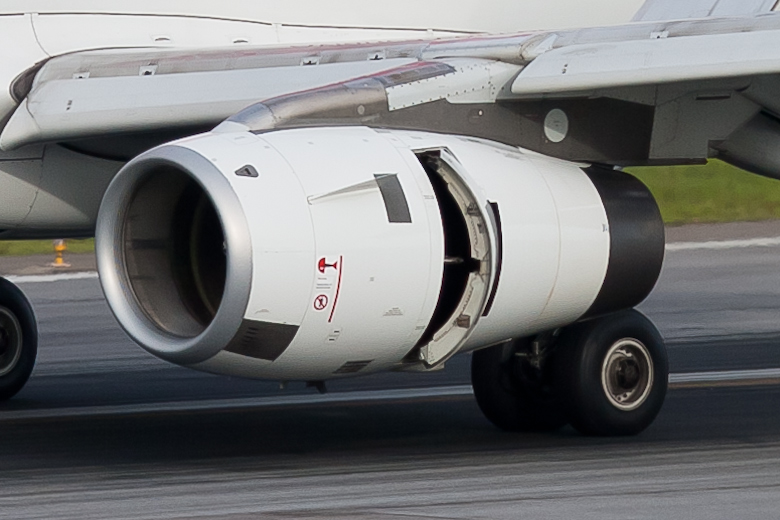
موتور ایرباس ای۳۱۸

بی‌آتش (به انگلیسی: Flameout) اصطلاحی در موتورهای جت است و به هنگامی گفته می‌شود که آتش در محفظه احتراق وجود ندارد. از دست رفتن آتش می‌تواند دلایل بسیاری داشته باشد؛ ازجمله: نقص فنی موتور، تمام شدن سوخت، خراب شدن سامانهٔ سوخت‌رسانی همانند لوله‌ها و پمپ سوخت یا انژکتور، ارتفاع زیاد، واماندگی کمپرسور، آسیب جسم خارجی، برخورد پرنده، برف، تگرگ، خاکستر آتشفشانی، بارندگی شدید یا هوای بسیار سرد در بیرون از کابین.

## سامانه الکترونیکی کنترل موتور
نخستین موتورهای جت تمایل زیادی به بی‌آتش شدن و واماندگی کمپرسور داشتند که دلیل اصلی آن تلاطم هوای ورودی موتور یا افزایش آنی فشار به موتور توسط خلبان بود. در موتورهای جت قدیمی اگر خلبان به سرعت تراتل را باز می‌کرد و فشار زیادی به موتور می‌آورد، نسبت هوا-سوخت در اتاقک احتراق از موازنه خارج می‌شد. موتورهای نوین و پیشرفته، پایداری زیادی نسبت به این نقص نشان می‌دهند زیرا دارای سامانه کنترل الکترونیکی موتور (FADEC) هستند که از بی‌آتش شدن موتور جلوگیری می‌کند و حتی اگر موتور خاموش شد، آن را دوباره بلافاصله روشن نمایند.
بی‌آتش شدن موتور بیشتر در زمان کاهش ارتفاع هواپیما یا پرواز پیمایشی رخ می‌دهد و سامانه‌های کنترلی موتور وظیفهٔ تنظیم نسبت سوخت و هوا را دارند تا از این رویداد جلوگیری نمایند. سامانه‌های کنترل موتور معمولاً دارای یک مکانیزم جرقه دائمی هستند که هر ثانیه یک بار جرقه می‌زند؛ بنابراین اگر آتش درون اتاقک احتراق خاموش شود، بلافاصله آتش روشن خواهد شد. البته محدودیت‌هایی برای روشن کردن دوبارهٔ موتور وجود دارد. برای نمونه در هواپیمای ایرباس ۳۲۰ سقف ارتفاع
برای روشن کردن دوبارهٔ موتور ۱۲۰۰۰ متر است؛ ولی برای ایمنی بیشتر به خلبانان گفته شده که نباید بیش از ارتفاع ۹۱۰۰ متر این کار را انجام دهند.